# Thorsten Zacharias

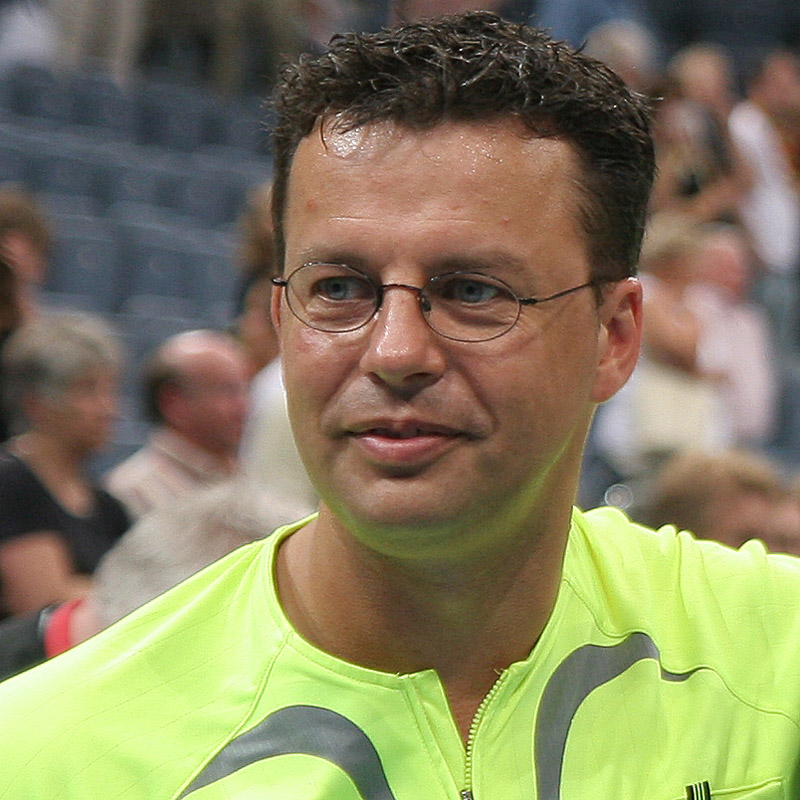
Thorsten Zacharias, nach dem „Abschiedsspiel“ am 26. Juli 2008

Thorsten Zacharias (* 9. November 1965 in Mainz) ist ein ehemaliger deutscher Handballschiedsrichter, der 15 Jahre dem DHB-Kader angehörte.

## Leben
Er begann seine Schiedsrichterkarriere 1984 im Alter von 18 Jahren und bildet seit 1992 mit Matthias Dang ein Schiedsrichtergespann. Er leitete 1993 bis 2008 über 481 Spiele im DHB-Bereich, darunter im Jahr 2004 das Pokalendspiel zwischen dem HSV Hamburg und der SG Flensburg-Handewitt und im Jahr 2008 das Pokalendspiel zwischen dem THW Kiel und dem HSV Hamburg. 
Am 26. Juli 2008 beendete Thorsten Zacharias zusammen mit Matthias Dang seine aktive Karriere als Schiedsrichter mit der Leitung des Länderspiels der deutschen Frauen-Nationalmannschaft gegen die Auswahl Angolas in der Kölner Lanxess Arena. Seit seinem Karriereende als aktiver Bundesligaschiedsrichter war er bis 2011 im DHB verantwortlich für den Schiedsrichter-Nachwuchskader und wird außerdem noch als offizielle Spielaufsicht in der Handballbundesliga eingesetzt. 
Thorsten Zacharias gehörte bis 2010 dem Schiedsrichterausschuss des Handballverbandes Rheinhessen an und wurde im Sommer 2011 vom Deutschen Handballbund zum Leiter des Schiedsrichter-Beobachtungswesen berufen.
Seine Trainertätigkeit beim rheinhessischen Verbandsligisten HSC Ingelheim beendete er im Dezember 2011, um sich ganz den Aufgaben im DHB widmen zu können.
| Personendaten    | Personendaten                     |
| ---------------- | --------------------------------- |
| NAME             | Zacharias, Thorsten               |
| KURZBESCHREIBUNG | deutscher Handball-Schiedsrichter |
| GEBURTSDATUM     | 9. November 1965                  |
| GEBURTSORT       | Mainz                             |